# 韓国観光公社
韓国観光公社（かんこくかんこうこうしゃ、한국관광공사、Korea Tourism Organization、KTO、T2K）は、1962年に設立された大韓民国の観光事業の開発を行う公社である。主に国内観光産業振興や外国人観光客誘致を担い、収益事業としてソウル、釜山等でのカジノ事業も行っている。

## 歴史
- 1962年 - 国際観光公社　設立
- 1982年 - 韓国観光公社に改称

## 関連会社
- 慶北観光開発公社
- 済州国際コンベンションセンター
- グランドコリアレジャー株式会社（カジノ運営）